# سرگون بیت‌اوشانا
سرگون بیت اوشانا   فرزند پولیس (۱۳۰۶ ارومیه - ۱۳۶۷ تهران)   فعال سیاسی آشوری ایرانی بود.
او نماینده دوره اول مجلس شورای اسلامی از حوزه انتخابیه مسیحیان آشوری و کلدانی (نمایندگان اقلیت مسیحیان آشوری / کلدانی) بود که توانست با کسب ۶٬۰۸۶ رای برابر با ۶۹٫۵ درصد آرا به مجلس راه یابد. اوشانا همچینین سابقه نمایندگی مجلس خبرگان قانون اساسی را داشته و و از جمله طراحان اصل ۴۴ قانون اساسی ایران بود.
بیت‌اوشانا از نمایندگان متمایل به حزب توده بود و در مجلس خط مشی خود را حزب‌اللهی و خط امامی اعلام نمود. او به جرم عضویت در حزب توده و به اتهام جاسوسی مدتی در زندان اوین زندانی گردید. ومجبور به اعترافات تلویزیونی شد. مطابق خاطرات هاشمی رفسنجانی (ریاست وقت مجلس) او و سید علی خامنه‌ای (رئیس‌جمهور وقت) پس از جلسه مربوط اعضای دستگیر شده حزب توده با مسئولان قضایی و امنیتی به این نتیجه می‌رسند که سرگون بیت‌اوشانا که سمت ریاست کمیسیون بهداری مجلس را هم داشت با قید ضمانت آزاد شود.
او پس از این ماجرا در مجلس حضور نیافت و از سوی مجلس مستعفی شناخته شد.

## خط امام و آخر خط امام
یکی از معروف‌ترین داستان‌های روایت شده در مورد اوشانا اصرار او بر تعلقش به خط امام بود. هنگامی که اوشانا دستگیر و به اوین منتقل شد در بازداشتگاه از او پرسیدند می‌دانی اینجا کجاست، گفت که «آخر خط امام»!